# Афганський хорт
Афганський хорт — порода мисливських псів, схожа на салюкі, але з густішою шерстю. Уперше була привезена на Захід у кінці 19 століття англійськими офіцерами, які служили на індійсько-афганському кордоні. Собака в холці 70 см, має довгу шовковисту шерсть. Афганські хорти належать до гончаків і поєднують у собі силу, швидкість і завзятість. Довга і шовковиста шерсть потребує регулярного вичісування. Вони дуже віддані своїм господарям, а до чужинців ставляться байдуже. Не схильні до дресирування.